# Bisdom Ponta Grossa
Het bisdom Ponta Grossa (Latijn: Dioecesis Ponta Grossa) is een rooms-katholiek bisdom met als zetel Ponta Grossa, in Brazilië. Het bisdom is suffragaan aan het aartsbisdom Curitiba.

## Geschiedenis
Het bisdom werd opgericht op 10 mei 1926, uit delen van het aartsbisdom Curitiba. 

## Parochies
Het bisdom had in 2021 een oppervlakte van 20.986 km2 en telde 801.365 inwoners waarvan 83,3% rooms-katholiek was.

## Bisschoppen
- Antônio Mazzarotto (16 december 1929 - 20 maart 1965)
- Geraldo Claudio Luiz Micheletto Pellanda (20 maart 1965 - 2 januari 1991; coadjutor sinds 9 november 1960; administrator: 13 februari 1965 - 20 maart 1965)
  - Getúlio Teixeira Guimarães (hulpbisschop: 20 december 1980 - 26 maart 1984)
  - José Alves da Costa (hulpbisschop: 3 januari 1986 - 8 mei 1991; administrator: 3 januari 1991 - 22 juni 1991)
- Murilo Sebastião Ramos Krieger (8 mei 1991 - 7 mei 1997)
  - Francisco Carlos Bach (administrator: 15 juli 1997 - 15 oktober 1998)
- João Bráz de Aviz (12 augustus 1998 - 17 juli 2002)
- Sérgio Arthur Braschi (16 juli 2003 - heden)

Curitiba (aartsbisdom) · Guarapuava · Paranaguá · Ponta Grossa · São José dos Pinhais · União da Vitória